# 아드리안 일리에
부쿠렐 아드리안 일리에(루마니아어: Bucurel Adrian Ilie, 1974년 4월 20일, 크라이오바 ~)는 루마니아의 전직 프로 축구 선수로, 현역 시절 공격수로 활약했다.
그는 루마니아를 대표로 1번의 월드컵과 2번의 유럽 선수권 대회에 참가했다.

## 클럽 경력
일리에는 인근 엘렉트로푸테레 크라이오바에서 축구를 시작해 1993년에 루마니아 최고 명가 스테아우아 부쿠레슈티로 이적했다. 스테아우아 소속으로 3년을 보내면서, 일리에는 루마니아 리그 3연패와 1995-96 시즌 쿠파 로무니에이 우승에 공헌했다.
1996년, 일리에는 터키의 갈라타사라이로 €2.35M에 이적해 1996-97 시즌에 터키 리그 우승을 거두었고, US$7M의 이적료에 발렌시아로 이적해 호마리우가 사용하던 등번호 11번을 물려받았다. 발렌시아에서 인상적인 신고식을 치른 그는 17번의 경기에서 12번 골망을 흔들어 클라우디오 라니에리 감독은 그가 "코브라처럼 위협적이다"라는 칭찬을 하여 "코브라"라는 별명이 붙었다. 메스타야에서 4년을 보내면서 그는 주로 클라우디오 로페스와 함께 공격을 도맡았고, 동지는 1998-99 시즌에 코파 델 레이를 우승했다. 엑토르 쿠페르가 발렌시아를 지휘하던 2000년에는 챔피언스리그 결승전에 올랐지만, 0-3으로 패한 레알 마드리드와의 결승전에서 헤라르도와 교체 투입되는 데에 그쳤다. 2년 후, 일리에는 2001-02 시즌 리그를 우승한 라파엘 베니테스 선수단의 주역이었지만, 부상으로 인해 10경기 출전 2골 득점의 저조한 기록에 그쳤다.
2002년, 일리에는 발렌시아를 떠나 알라베스로 이적했지만, 알라베스에서 1시즌 동안 소속 구단은 세군다 디비시온으로 강등당했다. 그는 터키 무대로 복귀해 베식타시에서 활약하다가, 1년 후에 스위스의 취리히에서 출전했다. 2005년, 그는 벨기에의 베이르스홋과 계약했지만, 발목 중상으로 한 경기도 출전하지 못했고, 불과 31세의 나이에 현역에서 은퇴했다.
그러나, 2009년 러시아의 테레크 그로즈니와 협상하며 프로 무대 복귀에 근접하기도 했지만, 의료 검진을 통과하지 못하면서 복귀가 무산되었다.

## 국가대표팀 경력
일리에는 루마니아 국가대표팀 일원으로 55경기에 출전하여 13골을 넣었다. 그는 유로 1996, 1998년 월드컵, 그리고 유로 2000에 참가했다.
1998년 월드컵에서는 콜롬비아와의 조별 리그 경기에서 손꼽히는 화려한 골을 넣었다. 1997년부터 2000년 사이 그는 게오르게 하지와 함께 루마니아 국가대표팀의 정신적 지주로 맹활약하며 물 오른 기량을 선보였고, 중요한 득점을 기록했다. 1998년, 그는 루마니아 올해의 축구인으로 선정되기도 했다.

## 사생활
그의 동생 사빈 일리에도 축구 선수로 활약했다.

## 경력 통계

### 클럽
| 구단                      | 시즌      | 리그            | 리그 | 리그 | 컵   | 컵 | 슈퍼컵 | 슈퍼컵 | 대륙 | 대륙 | 합계 | 합계 |
| 구단                      | 시즌      | 리그명          | 출장 | 골   | 출장 | 골 | 출장   | 골     | 출장 | 골   | 출장 | 골   |
| ------------------------- | --------- | --------------- | ---- | ---- | ---- | -- | ------ | ------ | ---- | ---- | ---- | ---- |
| 엘렉트로푸테레 크라이오바 | 1991–92   | 디비치아 A      | 1    | 0    |      |    | —      | —      | —    | —    | 1    | 0    |
| 엘렉트로푸테레 크라이오바 | 1992–93   | 디비치아 A      | 30   | 12   |      |    | —      | —      | 1    | 0    | 31   | 12   |
| 엘렉트로푸테레 크라이오바 | 합계      | 합계            | 31   | 12   |      |    |        |        | 1    | 0    | 32   | 12   |
| 스테아우아                | 1993–94   | 디비치아 A      | 23   | 3    |      | 0  | —      | —      | 4    | 0    | 27   | 3    |
| 스테아우아                | 1994–95   | 디비치아 A      | 28   | 11   |      |    | 1      | 0      | 6    | 3    | 35   | 14   |
| 스테아우아                | 1995–96   | 디비치아 A      | 24   | 12   |      |    | —      | —      | 7    | 2    | 31   | 14   |
| 스테아우아                | 1996–97   | 디비치아 A      | 10   | 1    |      |    | —      | —      | 5    | 5    | 15   | 6    |
| 스테아우아                | 합계      | 합계            | 85   | 27   |      |    | 1      | 0      | 22   | 10   | 108  | 37   |
| 갈라타사라이              | 1996–97   | 1.리그          | 18   | 6    |      |    | 1      | 0      | —    | —    | 19   | 6    |
| 갈라타사라이              | 1997–98   | 1.리그          | 12   | 6    |      |    | —      | —      | 7    | 5    | 19   | 11   |
| 갈라타사라이              | 합계      | 합계            | 30   | 12   |      |    | 1      | 0      | 7    | 5    | 38   | 17   |
| 발렌시아                  | 1997–98   | 라 리가         | 17   | 12   | 3    | 1  | —      | —      | —    | —    | 20   | 13   |
| 발렌시아                  | 1998–99   | 라 리가         | 24   | 10   | 4    | 0  | —      | —      | 5    | 2    | 33   | 12   |
| 발렌시아                  | 1999–00   | 라 리가         | 22   | 5    | 1    | 0  | 1      | 0      | 12   | 3    | 36   | 8    |
| 발렌시아                  | 2000–01   | 라 리가         | 10   | 0    | 1    | 0  | —      | —      | 2    | 0    | 13   | 0    |
| 발렌시아                  | 2001–02   | 라 리가         | 10   | 2    | 0    | 0  | —      | —      | 3    | 3    | 13   | 5    |
| 발렌시아                  | 합계      | 합계            | 83   | 29   | 9    | 1  | 1      | 0      | 22   | 8    | 115  | 38   |
| 알라베스                  | 2002–03   | 라 리가         | 22   | 6    | 1    | 0  | —      | —      | 2    | 0    | 25   | 6    |
| 베식타시                  | 2003–04   | 쉬페르리그      | 13   | 6    |      |    | —      | —      | 2    | 0    | 15   | 6    |
| 취리히                    | 2004–05   | 스위스 슈퍼리그 | 23   | 7    | 4    | 4  | —      | —      | —    | —    | 27   | 11   |
| 경력 합계                 | 경력 합계 | 경력 합계       | 287  | 99   | 14   | 5  | 3      | 0      | 56   | 23   | 360  | 127  |

### 국가대표팀 득점 기록
| #  | 날짜            | 경기장                                       | 상대         | 점수 | 최종결과 | 대회                 |
| -- | --------------- | -------------------------------------------- | ------------ | ---- | -------- | -------------------- |
| 1  | 1996년 8월 14일 | 루마니아 부쿠레슈티 스타디오눌 스테아우아    | 이스라엘     | 1–0  | 2–0      | 친선경기             |
| 2  | 30 April 1997   | 루마니아 부쿠레슈티 스타디오눌 스테아우아    | 아일랜드     | 1–0  | 1–0      | 1998년 월드컵 예선전 |
| 3  | 1998년 6월 3일  | 루마니아 부쿠레슈티 스타디오눌 스테아우아    | 파라과이     | 1–0  | 3–2      | 친선경기             |
| 4  | 1998년 6월 3일  | 루마니아 부쿠레슈티 스타디오눌 스테아우아    | 파라과이     | 2–1  | 3–2      | 친선경기             |
| 5  | 1998년 6월 15일 | 프랑스 리옹 젤랑                             | 콜롬비아     | 1–0  | 1–0      | 1998년 월드컵 G조    |
| 6  | 1998년 9월 2일  | 루마니아 부쿠레슈티 스타디오눌 스테아우아    | 리히텐슈타인 | 3-0  | 7–0      | 유로 2000 예선전     |
| 7  | 1998년 9월 2일  | 루마니아 부쿠레슈티 스타디오눌 스테아우아    | 리히텐슈타인 | 4–0  | 7–0      | 유로 2000 예선전     |
| 8  | 1998년 9월 2일  | 루마니아 부쿠레슈티 스타디오눌 스테아우아    | 리히텐슈타인 | 5–0  | 7–0      | 유로 2000 예선전     |
| 9  | 1999년 6월 5일  | 루마니아 부쿠레슈티 스타디오눌 스테아우아    | 헝가리       | 1–0  | 2–0      | 유로 2000 예선전     |
| 10 | 1999년 9월 4일  | 슬로바키아 브라티슬라바 테헬네 폴레          | 슬로바키아   | 0–1  | 1–5      | 유로 2000 예선전     |
| 11 | 2000년 8월 16일 | 루마니아 부쿠레슈티 스타디오눌 코트로체니    | 폴란드       | 1–0  | 1–1      | 친선경기             |
| 12 | 2001년 6월 6일  | 리투아니아 카우나스 다리아우스 이르 지레나스 | 리투아니아   | 0–1  | 1–2      | 2002년 월드컵 예선전 |
| 13 | 2001년 9월 5일  | 헝가리 부다페스트 푸슈카시 페렌츠 슈터디온   | 헝가리       | 0–1  | 0–2      | 2002년 월드컵 예선전 |

## 수상
스테아우아 부쿠레슈티
- 루마니아 리그: 1993–94, 1994–95, 1995–96
- 루마니아 컵: 1995–96
- 루마니아 슈퍼컵: 1994, 1995

갈라타사라이
- 터키 리그: 1996–97, 1997–98
- 터키 슈퍼컵: 1997

발렌시아
- 라 리가: 2001–02
- 코파 델 레이: 1998–99
- 수페르코파 데 에스파냐: 1999
- 인터토토컵: 1998
- 챔피언스리그 준우승: 1999–2000, 2000–01

취리히
- 스위스컵: 2004–05

개인
- 루마니아 올해의 축구인: 1998